# 국도 제17호선 (이란)
국도 제17호선(Road 17, 페르시아어: جاده 17)은 이란 케르만샤주의 아스타라에서 일람주의 메헤란까지 이르는 이란의 일반 국도이다. 중간 경유지로는 아이반과 일람 등 두 도시가 있다.